# Фриско Сити (Алабама)
Фриско Сити (енгл. Frisco City) град је у америчкој савезној држави Алабама. По попису становништва из 2010. у њему је живело 1.309 становника.

## Демографија
Према попису становништва из 2010. у граду је живело 1.309 становника, што је 151 (10,3%) становника мање него 2000. године.
| Група             | 2000.       | 2010.       |
| Белци             | 769 (52,7%) | 589 (45,0%) |
| Афроамериканци    | 636 (43,6%) | 645 (49,3%) |
| Азијати           | 6 (0,4%)    | 0 (0,0%)    |
| Хиспаноамериканци | 17 (1,2%)   | 23 (1,8%)   |
| Укупно            | 1.460       | 1.309       |